# 前阳镇
前阳镇，是中华人民共和国辽宁省丹东市东港市下辖的一个乡镇级行政单位。

## 行政区划
前阳镇下辖以下地区：
前阳村、石佛村、平安村、榆树村、新安村、新江村、农民村、柳林村、山城子村、脉起村、长川村、祥瑞村、石门村和石桥岗村。